# Hookah rap
Le hookah rap (russe : кальян-рэп, romanisé : kal'yan-rep, russe : кальянный рэп, romanisé : kal'yannyy rep, russe : шиша-рэп, romanisé : shisha-rep) est un genre de hip-hop ou de pop russe ayant émergé au milieu des années 2010 en Russie, et popularisé dans l'ensemble des pays post-soviétiques à la fin des années 2010.

## Caractéristiques et histoire
Le genre n'a pas de principes clairement définis, bien qu'il soit étroitement lié à la musique et à l'esthétique moderne du Caucase, reprenant parfois les mélodies de la musique arabe, de la musique du Moyen-Orient et de la musique d'Asie centrale, et recoupant le style de production de divers genres en vogue au milieu et à la fin des années 2010, tels que le hip-hop, la trap et la house, tout en s'inspirant d'autres genres grand public comme l'estrada et en les recoupant.
L'album Chernika publié par le rappeur russe Rem Digga en 2012 est considéré comme un précurseur du hookah rap. Les premiers morceaux du genre datent de 2014 et sont l'œuvre de l'artiste Jah Khalib, qualifié de pionnier du genre. Ces morceaux se caractérisent par des paroles hédonistes à la Drake et par un style de production mélodique immersif. Quelques années plus tard, l'artiste sort de grands succès du genre tels que Leyla, Medina, Sozvezdiye angela et d'autres.
En 2016, alors que le rap house est au sommet de sa popularité avec une forme de production particulière qui imite les lignes de basse profondes de la deep house, le duo de rappeurs MiyaGi et Andy Panda (alors connu sous le nom de MiyaGi & Endshpil) tente de combiner cette tendance avec le hookah rap dans leur morceau Tamada, qui devient l'un des premiers grands succès du genre. Par la suite, ce style de production chevauche progressivement le genre.
Le duo de rappeurs HammAli & Navai publie en 2017 son plus grand succès de hookah rap Khochesh, ya k tebe priyedu. Plus tard en 2018, ils sont désignés comme ceux qui ont cultivé le style,. La première utilisation du terme « hookah rap » leur est également attribuée en 2018. Le terme lui-même est popularisé par Bahh Tee, le directeur d'Atlantic Records Russia (alors connu sous le nom de Zhara Music). Selon le journaliste du journal Kommersant Boris Barabanov, ce style est l'un des styles les plus populaires en Russie en 2019.

## Accueil
Le rédacteur en chef du média musical russe TheFlow.ru, Nikolay Redkin, décrit le hookah rap comme suit : « le hookah rap est un genre musical dans lequel il y a beaucoup de vedettes à succès : 

« Le hookah rap est une musique dans laquelle il y a beaucoup de « one-hit wonders ». C'est la musique d'artistes qui sortent de nulle part et disparaissent également dans le néant. Cette musique ne fonctionne pas sous forme d'album ». »

— Nikolai Redkin, Hookah Rap : Un genre que tout le monde déteste et écoute quand même (Nikolai Redkin, ИМИ)
En 2020, Bahh Tee soutient que le hookah rap s'homogénéise finalement dans la musique grand public et qu'il est désormais indétectable comme quelque chose de stylistiquement différent.